# 형사 문제의 경찰 사법 협력
형사 문제의 경찰 사법 협력(Police and Judicial Co-operation in Criminal Matters, PJCC)는 유럽 연합의 세 개의 기둥 중 하나이다. 1999년 전까지는 Justice and Home Affairs (JHA)라는 이름을 사용하였다. 이 기둥은 1993년부터 2009년 사이 존재했다가 유럽 연합 구조물로 흡수되었다.